# Raimo Vīgants
Raimo Vīgants (* 25. Februar 1999 in Madona) ist ein lettischer Skilangläufer.

## Werdegang
Vīgants startete im Februar 2014 in Madona erstmals im Scandinavian-Cup und errang dabei den 121. Platz im Sprint. Bei den Olympischen Jugend-Winterspielen 2016 in Lillehammer belegte er den 31. Platz über 10 km Freistil, den 21. Rang im Sprint und den 20. Platz im Cross. Im März 2016 wurde er erstmals lettischer Meister im Sprint. Im folgenden Jahr siegte er bei den lettischen Meisterschaften über 15 km Freistil und lief bei den Nordischen Skiweltmeisterschaften in Lahti auf den 76. Platz im Sprint. In der Saison 2017/18 wurde er lettischer Meister im Freistil-Sprint und kam bei den Nordischen Junioren-Skiweltmeisterschaften 2018 in Goms auf den 39. Platz im Sprint. Auch in der Saison 2018/19 triumphierte er bei den lettischen Meisterschaften im Freistil-Sprint. Zudem gewann er auch den Sprint in der klassischen Technik sowie über 10 km klassisch. Bei den Nordischen Junioren-Skiweltmeisterschaften 2019 in Lahti belegte er den 65. Platz im Sprint sowie den 37. Rang über 10 km Freistil und bei den Nordischen Skiweltmeisterschaften 2019 in Seefeld in Tirol den 69. Platz im Sprint. Im Sommer 2019 startete er erstmals im Rollerski-Weltcup. Dabei holte er bei den Rollerski-Weltmeisterschaften 2019 in Madona die Bronzemedaille im 20-km-Massenstartrennen. Zudem belegte er dort den 19. Platz über 20 km klassisch, den 12. Rang im Sprint sowie den 11. Platz im Teamsprint. Sein Debüt im Weltcup gab er im Dezember 2019 in Planica, welches er auf dem 64. Platz im Sprint beendete. Bei den U23-Weltmeisterschaften 2020 in Oberwiesenthal lief er auf den 50. Platz im Sprint, auf den 42. Rang über 15 km klassisch und auf den neunten Platz im 30-km-Massenstartrennen.
Im Sommer 2020 erreichte Vīgants mit je einen ersten, zweiten und dritten Platz, den dritten Platz im Rollerski-Weltcup. Bei den U23-Weltmeisterschaften 2021 in Vuokatti errang er den 37. Platz im Sprint und den 17. Platz über 15 km Freistil. Seine besten Platzierungen bei den nachfolgenden Nordischen Skiweltmeisterschaften in Oberstdorf waren der 42. Platz im Skiathlon und der 15. Rang mit der Staffel. Im Sommer 2021 siegte er zweimal im Rollerski-Weltcup und erreichte damit den zweiten Gesamtrang. Bei den Rollerski-Weltmeisterschaften 2021 im Val di Fiemme wurde er Zwölfter über 16 km Freistil, Achter im Sprint und Siebter im 15-km-Massenstartrennen. Seine besten Ergebnisse bei den Olympischen Winterspielen 2022 in Peking waren der 21. Platz zusammen mit Roberts Slotiņš im Teamsprint und der 20. Rang im Sprint. Bei den U23-Weltmeisterschaften 2022 in Lygna errang er den 22. Platz im Sprint. Im Sommer 2022 erreichte mit zwei ersten Plätzen und einen zweiten Platz den dritten Gesamtrang im Rollerski-Weltcup.

## Siege bei Rollerski-Weltcuprennen

### Rollerski-Weltcup-Siege im Einzel
| Nr. | Datum              | Ort              | Disziplin                  |
| --- | ------------------ | ---------------- | -------------------------- |
| 1.  | 29. August 2020    | Madona           | 20 km Freistil Massenstart |
| 2.  | 24. Juli 2021      | Banská Bystrica  | 15 km Freistil Massenstart |
| 3.  | 20. August 2021    | Otepää           | Sprint Freistil            |
| 4.  | 19. August 2022    | Otepää           | Sprint Freistil            |
| 5.  | 9. August 2023     | Ziano di Fiemme  | 15 km Freistil Massenstart |
| 6.  | 21. Juli 2024      | Madona           | 20 km Freistil Massenstart |
| 7.  | 18. August 2024    | Schtschutschinsk | 20 km Freistil             |
| 8.  | 12. September 2024 | Ziano di Fiemme  | 15 km Freistil Massenstart |

### Rollerski-Weltcup-Siege im Team
| Nr. | Datum              | Ort             | Disziplin                         |
| --- | ------------------ | --------------- | --------------------------------- |
| 1.  | 26. August 2022    | Madona          | 4 × 1,7 km Teamsprint Freistil 1  |
| 2.  | 18. Juli 2024      | Madona          | 2 × 4,2 km Teamsprint klassisch 2 |
| 3.  | 14. September 2024 | Ziano di Fiemme | 2 × 12 km Teamsprint Freistil 2   |

## Teilnahmen an Weltmeisterschaften und Olympischen Winterspielen

### Olympische Spiele
- 2022 Peking: 20. Platz Sprint Freistil, 21. Platz Teamsprint klassisch, 44. Platz 50 km Freistil Massenstart, 51. Platz 30 km Skiathlon, 62. Platz 15 km klassisch

### Nordische Skiweltmeisterschaften
- 2017 Lahti: 76. Platz Sprint Freistil
- 2019 Seefeld in Tirol: 69. Platz Sprint Freistil
- 2021 Oberstdorf: 15. Platz Staffel, 20. Platz Teamsprint Freistil, 42. Platz 30 km Skiathlon, 61. Platz 15 km Freistil, 70. Platz Sprint klassisch
- 2023 Planica: 14. Platz Staffel, 17. Platz Teamsprint Freistil, 59. Platz Sprint klassisch, 64. Platz 15 km Freistil
- 2025 Trondheim: 17. Platz Teamsprint klassisch, 22. Platz Staffel, 47. Platz Sprint Freistil, 52. Platz 50 km Freistil Massenstart, 61. Platz 10 km klassisch, 70. Platz 20 km Skiathlon

### Rollerski-Weltmeisterschaften
- 2019 Madona: 3. Platz 20 km Freistil Massenstart, 11. Platz Teamsprint Freistil, 12. Platz Sprint Freistil, 19. Platz 20 km klassisch
- 2021 Val di Fiemme: 7. Platz 15 km klassisch Massenstart, 8. Platz Sprint Freistil, 12. Platz 16 km Freistil
- 2024 Ziano di Fiemme: 1. Platz 15 km klassisch Massenstart, 1. Platz Teamsprint Freistil, 5. Platz Sprint Freistil, 8. Platz 15 km klassisch Massenstart